# Fekete Dániel
Fekete Dániel (Budapest, 1982. február 22. –) magyar válogatott jégkorongozó

## Pályafutása
Négyéves korában ismerkedett meg a jégkorong alapjaival, nevelőapja Kiss Tibor, a sportág magyarországi történetének egyik meghatározó alakja. Gyermekkorában a Ferencvárosban szerepelt, majd karrierjét 15 évesen a Feldkirch jégkorong-akadémián folytatta. A jobbszélső 2002 és 2004 között az EHC Lustenauban játszott, a csapatnál töltött első idényében élvonalbeli játékosnak mondhatta magát. A 2004/05-ös szezonban az EBEL-ben szereplő Graz 99ers gárdáját erősítette, majd megfordult a Dornbirnben (2005-2007) és a norvég Trondheimben (2007-08) is.2008-ban igazolt Magyarországra az Alba Volán csapatához, ahol három szezon alatt három bajnoki címet szerzett. 2011-ben visszatért Dornbirnbe, ahonnét a VEU Feldkirchbe igazolt, amelyet 2021-ig szolgált. Játékoskarrierje utolsó két évében az osztrák harmadosztályú SC Hohenems csapatában jégkorongozott.
A magyar válogatottban 2001 és 2011 között szerepelt. Összesen hat világbajnokságon lépett pályára a 2005 és 2010 között tartó időszakban, köztük a 2008-as magyar sikert hozó divízió 1-es tornán és a 2009-es A csoportos vb-n.